# Zovaber
Zovaber ((armeniska: Զովաբեր) är en ort i Armenien. Den ligger i provinsen Gegharkunik, i den centrala delen av landet, 50 kilometer nordost om huvudstaden Jerevan. Zovaber ligger 1 763 meter över havet och antalet invånare är 1 470.
Terrängen runt Zovaber är huvudsakligen kuperad. Zovaber ligger nere i en dal. Närmaste större samhälle är Hrazdan, 7,9 kilometer söder om Zovaber. 
Trakten runt Zovaber består till största delen av jordbruksmark. Runt Zovaber är det ganska tätbefolkat, med 72 invånare per kvadratkilometer.